# 정현옹주
정현옹주(貞顯翁主, 1425년 ~ 1480년 12월 16일(음력 11월 6일))는 조선의 왕족으로, 세종(世宗)의 3녀이자 서장녀이며 어머니는 상침 송씨(尙寢 宋氏)이다.

## 생애
1425년(세종 7년), 세종의 셋째 딸이자 서장녀로 태어났다. 어머니는 상침 송씨로 당시 정5품의 궁녀였다. 상침은 궁중에서 연현과 진어를 담당하며 정6품의 사설과 정7품의 전등을 통솔하는 역할을 하였다. 정현옹주의 출생과 관련하여 세종실록에는 기록이 남아있지 않지만, 상침 송씨의 묘지명에 1425년으로 기록되어 있다. 
1436년(세종 18년), 참의 윤은의 아들 윤사로에게 하가하였다. 윤사로는 정현옹주와의 혼인으로 영천군이 되었으며 후에 좌익공신 좌찬성 영천부원군(鈴川府院君)의 벼슬에 올랐다. 1480년(성종 11년) 11월 6일, 정현옹주가 졸하여, 성종이 쌀과 콩 1백 석, 종이 1백 50권, 정포(正布) 40필을 부조하였다. 정현옹주의 무덤은 경기도 장단군 북대동에 있다.

## 가족 관계
- 아버지 : 세종(世宗, 1397 ~ 1450)
- 어머니 : 상침 송씨(尙寢 宋氏, 1396 ~ 1463)
- 시아버지 : 윤은(尹垠)
- 시어머니 : 용구군부인 용인 이씨(龍駒郡夫人 龍仁 李氏) - 이수상(李守常)의 딸
  - 부마 : 윤사로(尹師路, 1423∼1463)
    - 장남 : 영천군(鈴川君) 윤반(尹磻, 1442 ~ 1502)
    - 며느리 : 청주 한씨 - 한명회(韓明澮)의 차녀
      - 손자 : 윤수강(尹秀崗, 1462 ~ ?)
      - 손자 : 윤수륜(尹秀崙)
      - 손녀 : 남양 홍씨 현령(縣令) 홍의손(洪義孫)의 처
      - 손녀 : 광주 이씨 이수량(李守諒)의 처
      - 손녀 : 남평 문씨 문미수(文眉壽)의 처
      - 손녀 : 남원 양씨 양숙(梁淑)의 처
      - 손녀 : 전주 최씨 최명손(崔命孫)의 처

    - 며느리(측실) : 이름 미상
      - 서손자 : 윤수곤(尹秀崑, 1442 ~ ?)
      - 서손자 : 윤수봉(尹秀崶)

    - 차남 : 윤린(尹潾)
    - 며느리 : 진주 류씨 - 류오(柳塢)의 딸
      - 손자 : 윤승류(尹承柳)
      - 손녀 : 박원종(朴元宗, 1467 ~ 1510)의 정부인

    - 장녀 : 파평 윤씨

## 같이 보기
- 조선 세종